# SN 2007nw
SN 2007nw – supernowa typu II-P odkryta 6 października 2007 roku w galaktyce A204711-0115. W momencie odkrycia miała maksymalną jasność 20,50m.